# El Khobar – Schrecken der Wüste
El Khobar – Schrecken der Wüste (Originaltitel: The Desert Song) ist ein US-amerikanischer Abenteuerfilm mit Musicaleinlagen aus dem Jahr 1953 von H. Bruce Humberstone mit Kathryn Grayson und Gordon MacRae in den Hauptrollen. Das Drehbuch basiert auf der Operette The Desert Song von Lawrence Schwab, Otto Harbach, Oscar Hammerstein II, Frank Mandel und Sigmund Romberg. Er ist eine Neuverfilmung des 1929 gedrehten Musicals The Desert Song von Roy Del Ruth und des 1943 entstandenen Werkes Liebeslied der Wüste von Robert Florey, beide von Warner produziert.

## Handlung
In Marokko gelingt es einer Gruppe von Rifkabylen, eine Karawane von Arabern anzugreifen, die Vorräte für den mächtigsten Mann der Gegend, Scheich Yousseff, transportieren, obwohl sie von französischen Legionären unter Capitaine Fontaine eskortiert werden. Nachdem sie die Nahrungsmittel und Vorräte zurückgeholt haben, die Yousseffs Männer aus ihren Dörfern gestohlen haben, befiehlt der Anführer der Rifkabylen, El Khobar, dass sie die Maschinengewehre der Legionäre zurücklassen sollen. Der Araber Lachmed, der bei Yousseff angestellt ist, versteckt die Waffen jedoch, und gibt vor, sie seien von den Angreifern mitgenommen worden. Er übergibt sie Yousseff zur späteren Verwendung. In seinem Palast plant Yousseff, der eine Freundschaft mit den Franzosen vortäuscht, bis er sie vertreiben kann, El Khobar zu entehren, indem er seine als Rifkabylen verkleideten Männer Dörfer angreifen lässt. In der Zwischenzeit verabschiedet sich El Khobar von einem kleinen Wüstendorf und verspricht, bei Bedarf zurückzukehren.
Margot Birabeau, die aus ihrer Pariser Schule geflohen ist und sich nach Abenteuern sehnt, taucht im Hauptquartier der Legion in der Stadt Djiba auf. Als ihr Vater, General Birabeau, aus Paris eintrifft, um Berichte über Dissidenz zu überprüfen, beschließt er, dass seine temperamentvolle und liebeshungrige Tochter unter seinem wachsamen Auge besser aufgehoben ist. Er arrangiert, dass sie von dem schüchternen Paul Bonnard unterrichtet wird, einem Anthropologiestudenten, der sich mit einheimischen Stämmen beschäftigt. Als er Fontaine belauscht, der Birabeau drängt, Yousseff gegen die Rifkabylen zu bewaffnen, unterbricht Bonnard sie und sagt, dass die Rifkabylen sich nur gegen Yousseffs Plünderungen schützen. Unterdessen fliegen die Funken zwischen dem ehrgeizigen Fontaine und Margot, die abenteuerlustige Männer bewundert. Sie bemerkt jedoch, dass ihr Vater von Bonnards Argumentation beeinflusst wird. Am nächsten Tag sagt Bonnard Margots Unterricht ab, als er eine musikalische Phrase hört, die immer wieder von Straßenmusikern gespielt wird. Dies bringt seinen amerikanischen Zimmergenossen Benjy Kidd, einen einfallsreichen und oft nervigen Zeitungsreporter, dazu, sich über Bonnards häufige Planänderungen zu wundern.
Später taucht El Khobar in einem Wüstendorf auf. Er wurde vom Dorfführer Hassan herbeigerufen, der besorgt ist, dass sein Nachbar Mindar die Menschen gegen Birabeau aufwiegelt. El Khobar sagt den Menschen, dass Birabeau, den er für einen scharfsinnigen Mann hält, ihre Rettung sein könnte, aber Mindar greift ihn an. Obwohl Mindar auf Hassans Befehl in die Wüste gebracht wird, um dort zu sterben, rettet ihn El Khobar später und schickt ihn nach Tunis. El Khobars Großzügigkeit wird von einem Dorfmädchen, Azuri, bezeugt, dessen Leidenschaft er nicht erwidert. Nachdem Azuri einen Job als Tänzerin in Yousseffs Palast angenommen hat, erfährt sie, dass Birabeau, Margot und Fontaine dorthin eingeladen wurden. Im Palast ködert Margot Yousseff undiplomatisch mit Informationen, die sie von Bonnard erfahren hat, daher schickt Birabeau sie in den Palastgarten. Benjy, der ebenfalls im Palast auf der Suche nach einer Geschichte ist, legt den Schleier eines Haremsmädchens an und betritt deren Privatabteil, wo er in einem nahegelegenen Raum Waffen, Munition und eine große Armee erspäht. Azuri hilft ihm, durch einen geheimen Palasteingang in Sicherheit zu gelangen, bevor er gefasst wird. Bonnard taucht ebenfalls auf, doch als er Margot im Mondlicht sieht, verwandelt er sich in sein Alter Ego El Khobar und macht ihr den Hof. Sie flirtet mit ihm, bis der Palast von Yousseffs Männern angegriffen wird, die als Rifkabylen verkleidet sind. Margot glaubt Fontaine, als er ihr sagt, dass die Angreifer hinter ihrem Vater her sind, und enthüllt, dass El Khobar im Garten ist.
Nachdem er Fontaine entkommen ist, entführt El Khobar Margot und bringt sie in Hassans Dorf, wo er hofft, dass sie die Wahrheit über Yousseffs Doppelzüngigkeit erfährt. Zunächst ist sie ein schwieriger Gast, doch nachdem sie die Ankunft von Yousseffs Opfern miterlebt hat, deren Dorf niedergebrannt wurde, wird sie El Khobar gegenüber aufgeschlossener. Nach seiner Rückkehr nach Djiba tröstet Bonnard Birabeau mit Neuigkeiten über Margots Wohlergehen und überzeugt ihn, mit ihm zurückzukehren, um mit den Dorfbewohnern zu sprechen. Inzwischen ist Mindar zurückgekehrt und hat sich Yousseffs Männern angeschlossen, die er in Hassans Dorf führt. Als Bonnard und Birabeau ankommen, finden sie Hassan sterbend, das Dorf in Aufruhr und Margot entführt vor. Birabeau reitet allein davon, unsicher über Bonnards Integrität, und trifft sich mit Fontaine und seinen Männern, die ihm gefolgt sind.
Benjy hat Bonnard ebenfalls bis ins Dorf verfolgt und nachdem er das geheime Leben seines Mitbewohners entdeckt hat, verkleidet er sich als El Khobar und führt die Franzosen auf eine Verfolgungsjagd, die es Bonnard ermöglicht, das Dorf unbemerkt zu verlassen. Nachdem sie die Entführer gefunden haben, führt Bonnard als El Khobar sie zum Palast, wo Benjy, der sich ihnen inzwischen angeschlossen hat, ihnen den geheimen Eingang zeigt. Im Palast erkennt Azuri, dass Margot in großer Gefahr ist und zu stark bewacht wird, um sich hinauszuschleichen. Sie geht zu El Khobar, trifft aber im Geheimgang auf Benjy. Im Garten kommt es zu einem Kampf zwischen den echten Rifksbylen und Yousseffs Männern. El Khobar entdeckt Margot mit Yousseff und rettet sie mit Benjys und Azuris Hilfe. Nachdem sie mit den Legionären im Palast angekommen sind, verhaftet Birabeau Yousseff, von dem er nun erkennt, dass er die Dorfbewohner mit einer gut ausgestatteten Armee terrorisiert hat. Nach der Schlacht wird festgestellt, dass El Khobar vermisst wird. Als Bonnard antwortet, dass er tot ist, verrät Birabeau, der Bonnards Doppelleben erschlossen hat, nichts. Margot jedoch trauert und lehnt Bonnards Bemühungen ab, sie zu trösten, bis er ihr klarmacht, dass er und El Khobar ein und dieselbe Person sind.

## Hintergrund
Gedreht wurde der Film vom Ende April bis Ende Juni 1952.
Obwohl die Schauspielerin Allyn Ann McLerie für die zweite weibliche Hauptrolle besetzt wurde, wurde im April 1952 berichtet, dass auch Valerie Bettis für die Rolle vorsprach. Kathryn Grayson wurde einer Pressemeldung vom April 1952 zufolge von Metro-Goldwyn-Mayer ausgeliehen.
Teile des Films wurden in Yuma (Arizona) gedreht. Während der Dreharbeiten kam der Stuntman Joe Smith ums Leben. Der Film war Rudi Fehrs erster Film als Produzent.
Marjorie Best und Leah Rhodes waren für das Kostümbild zuständig. Russ Saunders arbeitete als Regieassistent, Leonard J. South als Kamera-Assistent.

## Musik
Folgende Songs wurden im Film gespielt:
- Hol (The Riff Song), Romance, The Desert Song, One Flower Grows Alone in Your Garden und One Alone von Otto Harbach, Oscar Hammerstein II und Sigmund Romberg
- Gay Parisienne von Serge Walter und Jack Scholl
- Long Live the Night von Mario Silva und Jack Scholl

Musikalischer Direktor war Ray Heindorf, Norman Luboff arrangierte die Songtexte. LeRoy Prinz choreografierte die Musicalnummern.

## Veröffentlichung
Die Premiere des Films fand am 20. Mai 1953 in New York statt. In der Bundesrepublik Deutschland kam er am 23. Januar 1959 in die Kinos, in Österreich im April 1959.

## Kritiken
Howard Thompson von der The New York Times befand, die Studiokassen haben großzügig Geld gespendet, um einen schönen, polierten Technicolor-Hintergrund für Sigmund Rombergs sandige Rhapsodien zu schaffen, die, so wie sie von den beiden Stars geträllert wurden, nie schöner klangen. Auch wenn der unmittelbare Vorgänger in Bezug auf die Handlung einige eklige Zugeständnisse an die zeitgenössischen Nazi-Intrigen machte, geschah dies mit Stil. Rudi Fehrs neue Produktion überhäufe das alte Schlachtross leider mit einer solchen Fülle von stumpfsinnigen, schlampigen Absurditäten, dass man sich heute, ungeachtet der Lieder, frage, wie es überhaupt durchgekommen sei.
Derek Winnert schrieb, der Film sei eine aufwendige Produktion, die von Robert Burks in wunderschönem Technicolor gedreht und von Regisseur Humberstone gekonnt inszeniert wurde. Max Steiner adaptierte die Musik und verwendete die komplette Partitur. Natürlich sei das alles ziemlich albern und kitschig, aber es mache sehr viel Spaß, weil es so ernst genommen werde.
Das Lexikon des internationalen Films schrieb: „Kitsch und Langeweile schießen üppig ins Kraut.“